# 1401 az irodalomban
Az 1401. év az irodalomban.

## Születések
- 1401 – Nicolaus Cusanus német bíboros, teológus, filozófus és természettudós († 1464)